# Туризм

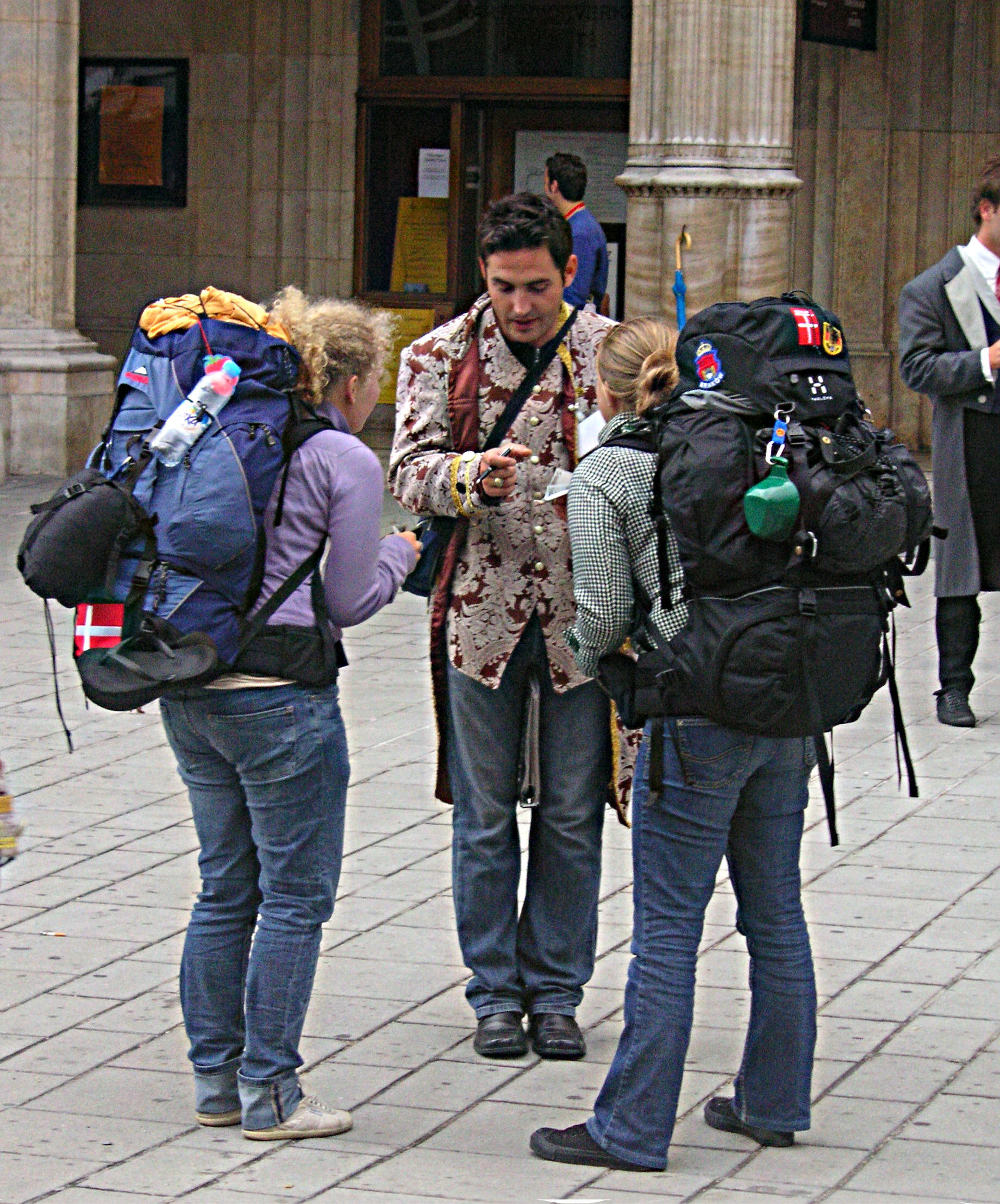
Бекпекери перед будівлею Віденської опери

Центральний Кавказ. Група українських туристів на маршруті з Безенгійської ущелини до перевалу Кель-Баші.

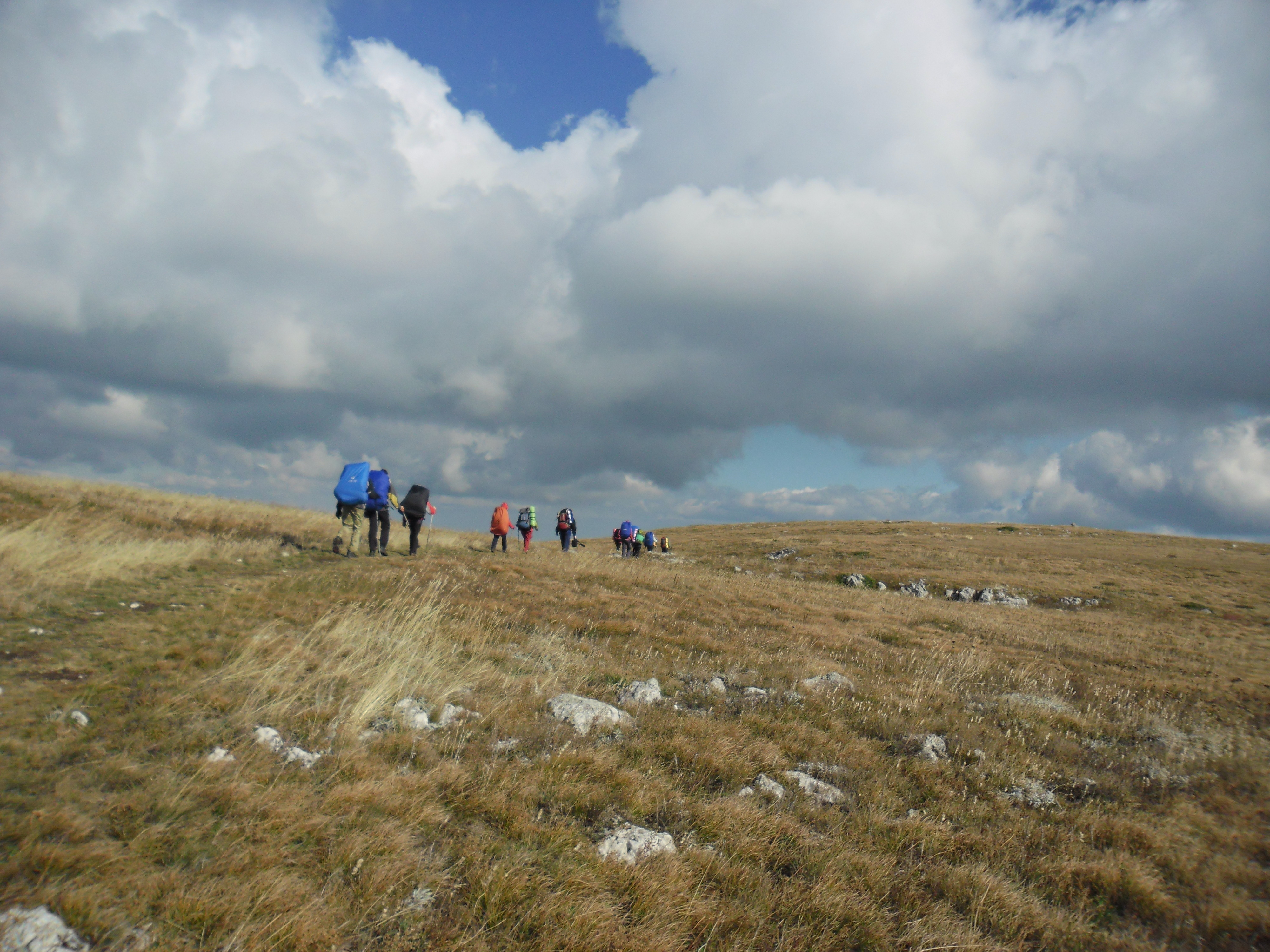
Туристи. Плато Чатир-Даг, Кримські гори. Україна-Крим-2011 р.

Тури́зм — тимчасовий виїзд особи з місця постійного проживання з оздоровчою, пізнавальною, професійно-діловою чи іншою метою без оплачуваної діяльності цієї особи в місці перебування.
Туризм проявляється як форма суспільного споживання специфічних благ, послуг і товарів, що об'єктивно розвинулась унаслідок соціологізації відтворювальної функції, утворивши галузь діяльності зі створення цього специфічного продукту й організації його споживання, яка за кінцевим призначенням та характером діяльності належить до споживчих галузей господарства.

## Термінологія
- Турист за визначенням закону України про туризм — особа, яка здійснює мандрівку Україною чи до іншої країни з не забороненою законом країни метою перебування на термін від 24 годин до одного року без здійснення будь-якої оплачуваної діяльності та із зобов'язанням покинути країну або місце перебування в зазначений термін[2]. Любителя подорожувати стали називати туристом десь наприкінці XIX століття[3]. Запозичене з французької мови слово носило тоді дещо глузливий відтінок, наближаючись за значенням до «гультяя» чи «швенді»[3]. Трохи згодом настільний енциклопедичний словник витлумачив туризм як «подорож задля власної насолоди, розваги»[3].

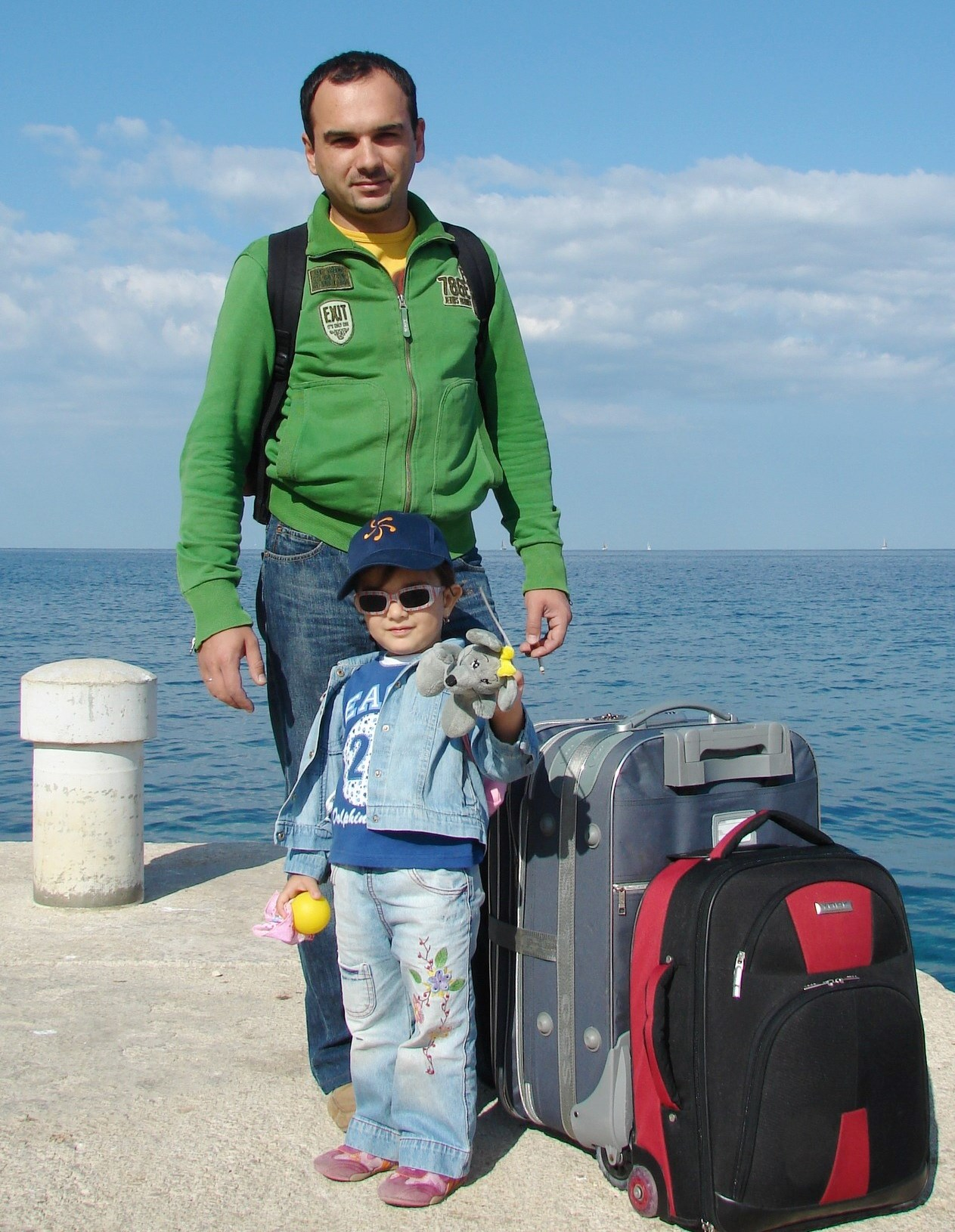
Туристи на Адріатиці

- Туристичний продукт — попередньо розроблений комплекс туристичних послуг, який поєднує не менше ніж дві такі послуги, що реалізується або пропонується для реалізації за визначеною ціною, до складу якого входять послуги перевезення, розміщення й інші не пов'язані з двома згаданими туристичні послуги, зокрема послуги з організації відвідувань об'єктів культури, відпочинку та розваг, реалізації сувенірної продукції тощо.

- Супутні туристичні послуги та товари — послуги та товари, призначені для задоволення потреб споживачів, надання та виробництво яких несуттєво скоротиться без їхньої реалізації туристам.

- Характерні туристичні послуги та товари — послуги та товари, призначені для задоволення потреб споживачів, надання і виробництво яких суттєво скоротиться без їхньої реалізації туристам.

- Просування туристичного продукту — комплекс заходів, спрямованих на створення та підготовку до реалізації туристичного продукту чи туристичних послуг (організація рекламно-ознайомлювальних подорожей, участь у спеціалізованих виставках, ярмарках, видання каталогів, буклетів тощо).

- Місце продажу (реалізації) туристичних послуг — країна, в якій зареєстровано відповідний суб'єкт господарювання, що реалізує туристичний продукт.

- Місце надання туристичних послуг — країна, на території якої безпосередньо надаються туристичні послуги.

## Історія туризму
Історію розвитку туризму ділять на чотири основні етапи:
перший (з найдавніших часів до 1841 року) — початковий етап розвитку туризму;
другий (1841—1914) — становлення організованого туризму;
третій (1914—1945) — формування індустрії туризму;
четвертий (з 1945 до наших днів) — етап масового туризму та глобалізації туристичної індустрії.
Попередницею сучасної туристичної (у нинішньому розумінні цього слова) подорожі була будь-яка мандрівка, яку здійснювали наші предки. Основні чинники, що спонукали людей мандрувати, були такі:
- потреба освоєння нових територій, зручних для проживання та різних видів діяльності;
- людська цікавість, бажання пізнати навколишній світ.

Унаслідок розвитку суспільства, виникнення товарно-грошових відносин, розподілу праці та виокремлення осіб, незайнятих у суспільному виробництві та управлінні, з'явилася категорія людей, які постійно подорожували. Для першого етапу розвитку подорожей і туризму характерні такі риси:
- Розвиток торгівлі, що сприяло соціально-економічному розвиткові суспільства і задоволенню потреб людини в пізнанні навколишнього світу, інших народів, налагодженню економічних, культурних і політичних відносин між ними. Відомо, що багато купців були водночас і мореплавцями, і вченими-дослідниками. Наприклад, відомий мореплавець і венеційський купець XIII ст. Марко Поло залишив нащадкам книгу спогадів, де описав культуру та побут народів Сходу. Ця книга тривалий час була основою для складання географічних карт цих регіонів.
- Розвиток різних релігій також сприяв подорожам, зокрема в епоху Середньовіччя. Виконання вірянами релігійних призначень, прочанство сприяли тому, що для прочан створювали необхідні умови для проживання, харчування, транспортування, ознайомлення зі святинями (своєрідне екскурсійне обслуговування). Наприклад, Києво-Печерська лавра мала для обслуговування прочан у XVII ст. аптеку, бібліотеку церковних книг, трапезну та «гостинні будинки», своєрідні готелі. Окрім того, прочани були однією з найбільш захищених категорій подорожніх щодо захисту їхнього здоров'я та життя. Цьому сприяли як сам статус прочанина, так і різні заходи, до яких вдавалися організатори прочанства (різні релігійні ордени та місії, зокрема Мальтійський орден).
- Розвиток культури і мистецтва сприяв тому, що з'явилася категорія мандрівників, які хотіли ознайомитися зі звичаями і культурою народів, визначними пам'ятками мистецтва. Окрім цієї, з'явилася категорія мандрівників, які прагнули отримати освіту в інших країнах, вивчити чи вдосконалити іноземні мови.
- Відкриття нових земель і місць з унікальним кліматом, цілющими мінеральними джерелами сприяло розвиткові подорожей з метою оздоровлення.
- Збільшення вільного часу в людей стало важливим чинником розвитку туризму з метою пізнання навколишнього світу.

У стародавньому світі основними мотивами подорожей були:
- торгівля;
- загарбання нових територій;
- прочанство;
- пізнавальні потреби;
- лікування;
- розваги.

Поширеними засобами пересування були водний транспорт та використання тварин, але більшість подорожніх пересувалася пішки.
Водний транспорт досяг високого рівня розвитку в античні часи. Морські кораблі в ту епоху вже були достатньо досконалі, щоб плавати на великі відстані. Тому поблизу морів швидко розвивалися держави. Жодному морю не призначалось такої славетної долі, як Середземному. Чимало цивілізацій розвинулись на його берегах, досягли вершин могутності, слави та величі, залишивши нащадкам свої надбання в культурі, архітектурі, науці тощо.
Одним із багатьох шляхів вкладання коштів з метою задоволення своїх потреб у раціональному відпочинку, розвагах, виконанні релігійних призначень, лікуванні та рекреації в епоху Просвітництва стало нове соціальне явище — туризм.
Основними категоріями населення, представники яких стали першими туристами, були дворяни. Для молодих дворян своєрідний «гранд-тур» Європою був доповненням до основної освіти, і вони його здійснювали перед тим, як розпочати свою професійну або політичну кар'єру.
Однак, до середини XIX ст. відмінною рисою подорожей залишався примітивізм засобів переміщення. Типові диліжанси доби Просвітництва були малокомфортними засобами пересування. Ось що пише про них сучасник: «Короб вузький, і місця там такі тісні, що кожен просить сусіду повернути йому ногу або руку, коли треба виходити. Якщо на лихо мандрівник виявиться з великим животом або широкими плечима… доводиться кректати або тікати».
Об'єднувало всіх мандрівників те, що вони належали до суспільної меншості, яка мала привілейований статус у суспільстві. Основна ж маса населення проживала свій вік, майже нікуди не виїжджаючи, бо не мала для цього ні коштів, ні відповідної мотивації.
Але певний прогрес все ж таки був. На виробництві скорочувався робочий час та збільшувалася частка вільного, наявність якого є однією з умов, що дозволяють здійснювати подорожі, і це було значним соціальним здобутком і дозволило в майбутньому, протягом XIX—XX ст., залучати до туризму зайняті категорії населення.
Збільшення кількості тих, хто подорожував заради задоволення, діяло як стимул розвитку інфраструктури для подорожніх, збільшення комфортності мандрівок. І в цьому відношенні в епоху Просвітництва в країнах Європи відбувалися суттєві зміни.

### Туристична діяльність Томаса Кука
Томас Кук (1808–1893), виходець зі злиденної англійської сім'ї, зробив справжнє відкриття. Він започаткував один із найприбутковіших видів бізнесу, на якому сьогодні багатіють не тільки окремі фірми, але й цілі держави. Т. Кук започаткував туристичну діяльність в сучасному розумінні цього слова й усе, що стоїть за цією діяльністю: маршрут, квитки, готелі, путівники, дорожні чеки. А починалося все прозаїчно. Кук, будучи бідним баптистом, оголосив війну алкоголізму та палінню. Саме п'яниць та курців він зробив першими туристами. Пили тоді багато, і це було не випадково. З XVIII ст. англійське законодавство, щоб протистояти імпорту іноземного бренді, заохочувало перегонку спирту вдома. Робітники у великих промислових містах майже поголовно напивалися до нестями дешевим джином.
Боротьба з пияцтвом стала одним із головних напрямків діяльності Кука. Його одноголосно обрали секретарем щойно створеного в Харборафі Товариства тверезості. Проповідуючи тверезість у Харборафі та околицях, Кук навернув у свою віру безліч людей, і усе ж йому здавалось, що він робить недостатньо. І тоді, в листопаді 1839 р. Кук прийнявся за видання «Щомісячного вісника тверезості», в якому поряд із лекціями та науковими статтями про шкоду алкоголю став друкувати вірші членів асоціації. Потім Кук вирішив найняти потяг, щоб відвезти на ньому «друзів тверезості» з Лейстера до Лафборо на квартальний з'їзд асоціації тверезників південних графств центральної Англії. Кук жваво описав свій план секретареві залізничного товариства Джону Фоксу Белу і зацікавив його своїм ентузіазмом. Бел оплатив Куку попередні витрати. Два тижні пішло на організацію заходу: необхідно було домовитись про культурну програму і харчування в Лафборо, надрукувати та розповсюдити рекламні плакати та квитки. Спеціальні запрошення були розіслані в Нотінгем, Дербі та інші міста. 5 липня 1841 р. 570 «друзів тверезості» сіли в дев'ять відкритих вагонів.
Успіх не примусив себе довго чекати і надихнув Кука на нові кроки. Він організував кілька екскурсій вартістю в 1 шилінг для дорослих і 6 пенсів (1/2 шилінга) для дітей (ціни, які були доступними навіть для бідних). Наступною сенсацією стала спеціальна дитяча поїздка з Лейстера до Дербі. В ній взяли участь 3 тис. учнів недільних шкіл.
Успіх Кука, на його думку, а також за переконанням клієнтів його агентства, полягав у тому, що Кук особисто супроводжував туристів в усіх подорожах. Формула дуже проста: багато хто з пасажирів вперше подорожували залізницею, дуже хвилювались за своє здоров'я, а також за збереження свого майна. Для таких туристів Кук був немов батьком рідним, інструктував їх, втішаючи і демонструючи особисту, впевненість. Преподобний Бенджамен Амстронг з Норфолка свідчив, що за ті 14 років, які подорожував з компанією Кука, він навіть не чув про жодний неприємний інцидент.
Наступною ціллю Кука стала боротьба з палінням. В листопаді 1842 р. сім'я Кука переїхала до Лейстера. Тоді ж його дружина відкрила готель, в якому замість алкогольних напоїв продавався сік. І всюди висіли таблички: «Палити заборонено». В готелі розповсюджували журнал «Противник паління», який пропонував на противагу «поганому тютюну» захопливі подорожі в товаристві людей, які відмовилися від «поганого алкоголю». Клієнтура зростала, і Кук уклав контракт з управлінням залізниці про регулярне постачання пасажирів. Запропоноване ним гасло «Залізничні дороги — для мільйонів!» прикрашало вітрини магазинів, огорожі та ліхтарні стовпи. Залізничні дороги за це надавали Куку знижки, які дозволяли організовувати розважальні подорожі навіть для людей з дуже обмеженими фінансовими можливостями. Тому клієнтів були не сотні, а тисячі. Екскурсії та подорожі Кука ґрунтувалися на принципі: «Отримання максимальної вигоди для максимальної кількості людей за мінімальну вартість». Була ще одна обставина, яка сприяла справі Кука: в 1840 р. профспілки домоглися щорічних відпусток для робітників та середнього класу, які виявились зовсім не готовими до такої розкоші. Вони просто не знали, чим зайнятися у вільний час. Кук підказав: під час відпустки треба займатися туризмом.
Влітку 1845 р. Томас Кук організував першу розважальну подорож, без проповідей та утримань, на спецпоїзді з Лейстера до Ліверпуля і назад. Кук вирішив одразу відмовитись від незручних вагонів третього класу, зарахував комфорт і безпеку до рангу пріоритетів. Перед тим, як продати квитки всім охочим, Кук сам проїхав по маршруту, оглянув міста, в яких планував робити зупинки, і вперше запропонував мандрівникам дорожні чеки (аналоги яких були знайомі ще з часів тамплієрів), знамениті згодом як «чеки Кука», які гарантували захист мандрівників від дорожньої крадіжки. Намагаючись зробити свої тури комфортними і цікавими для своїх клієнтів, Кук видав у 1845 р. «Довідник для мандрівника» про подорожі із Лейстера у Ліверпуль.
Головна складність, з якою Кук зіткнувся цього разу, — нагодувати та розмістити на ночівлю одночасно понад 700 туристів. Проте підготовча робота не обмежувалась договорами, які були укладені з власниками готелів. Для своєї першої поїздки, а втім, як і для всіх наступних, Кук видав невеликий путівник з розповіддю про всі визначні пам'ятки, які туристи зможуть побачити. Успіх перевершив найоптимістичніші очікування. Ще під час рекламної компанії попит на квитки був такий високий, що виникла необхідність найняти два поїзди замість одного.
Далі почалися зовсім чудеса менеджменту. В 1846 р. Кук вирушив до Шотландії, щоб розробити маршрут для любителів творчості Вальтера Скотта та Роберта Бернса. Їх читав і цитував майже кожен мешканець Великої Британії. Розрахунок безпомилковий: фанатичний читач обов'язково забажає «доторкнутися руками» до казкового світу улюблених творів. Кук був першим, хто це зрозумів і перетворив у життя цю ідею, одну з найкасовіших ідей майбутнього туристичного бізнесу. Після видання путівника по Шотландії Кук у першому ж потязі відвіз 350 осіб.
Освоївши маршрути по Шотландії, Ірландії, Північному Уельсу, острову Мен, Кук пішов далі. Він запропонував кільком великим землевласникам центральної Англії відкрити їх замки та парки простим людям для огляду. Робітникам це буде цікаво, вважав Кук. Першим відгукнувся герцог Ротлендширський, який відкрив туристам свій заміський замок. За ним потягнулись деякі інші знатні особи.
У 1847 р. була створена туристична фірма Thomas Cook and Son («Томас Кук і син»), яка проіснувала до початку XXI століття.
У 1851 р. у лондонському Гайд-парку був збудований великий павільйон для торговельно-промислової виставки. Дізнавшись про це, Томас Кук вирішив, що виставка могла б бути цікавою людям, які займаються промисловою діяльністю, а також простим робітникам і споживачам представлених товарів, і дітям для задоволення пізнавальних інтересів. Протягом трьох місяців Кук їздив по країні, організовував спеціальні клуби для працівників, вносячи щотижневу невелику оплату. Член клубу отримував квиток до Лондона і назад (в цьому Куку допоміг його старий друг і компаньйон Джон Еліс, директор залізниці в центральній Англії), а також харчування і ночівлю.
Грандіозний план був широко розрекламований в щойно-створеному Куком журналі «Екскурсант», який проіснував до Другої світової війни. Дякуючи зусиллям Томаса Кука, виставку відвідали 3 тис. учнів з Лейстера, Нотінгема і Дербі. Спланувавши дитячі екскурсії до столиці, Кук був особливо обережний: на станції дітей та вчителів зустрічала череда омнібусів, фургонів, кебів, які відправляли дітей до Гайд-парку та очікували весь день, щоб доставити їх назад на вокзал. Результат діяльності був значний: завдяки Куку, виставку відвідали понад 165 тис. осіб.
Після Лондона аналогічна виставка відбулася в Дубліні, а потім в 1855 р. на Єлисейських полях. Поїздка до Парижа була першим, зарубіжним, маршрутом Томаса Кука. І цього разу він знову передбачив усе. Численні контракти, укладені з власниками готелів та транспортних засобів, гарантували туристам спокій та комфорт. Кук, як завжди, видав путівник, який цього разу не тільки знайомив з визначними пам'ятками міста, але й давав масу практичних порад, як правильно поводити себе в незнайомому місті. Одна з порад Кука була адресована дамам: «Леді можуть, не порушуючи правил поведінки, входити в найкраще кафе, або сидіти за столиком на вулиці. Проте леді повинні утримуватися від відвідування кафе на північному боці бульварів між „Гранд-опера“ та вулицею „Сен Дені“». Успіх був дуже великий: після закінчення сезону особистий секретар Наполеоне ПІ передав Томасу Куку вдячність імператора за його діяльність. Підкоривши Париж, Кук розробив ряд маршрутів по інших європейських містах. Через деякий час Т. Кук запропонував усім охочим вирушити у «великий тур по всій Європі», при цьому можна було вибрати один із декількох маршрутів, кожен з яких пролягав через чотири європейські країни. Томас Кук в значній мірі популяризував відвідання Швейцарії як привабливого центру туризму, чому сприяла організація ним у 1863 р. спеціального туру по цій країні.
У 1865 р. Кук «відкрив» для співвітчизників Новий Світ, а для американців — батьківщину їх предків. Американське відділення фірми очолив син Кука — Джон Мейсон Кук, вірний соратник батька в усіх його справах. Агентство Thomas Cook and Son надавало американським туристам той самий набір послуг, що й англійцям, у тому числі й послуги, пов'язані з відвідуванням торговельно-промислових виставок.
Регулярне пароплавне сполучення між Нью-Йорком і Лондоном було встановлено у 1838 році. В 1866 р. Т. Кук організував туристичні подорожі для двох груп до США. П'ятитижнева подорож, яка була здійснена у 1877 р. на пароплаві «Квейкер Сіті», поклала початок регулярними морським круїзам в Америку. Одним з перших американських клієнтів компанії став Марк Твен, який описав свої подорожі в подорожніх нотатках «Простаки за кордоном» і «Пішки по Європі». М. Твен був так захоплений агентством, що порекомендував президенту Гранту скористатися послугами фірми.
Марк Твен продовжував традиції європейських письменників, таких як Лоренц Стерн, який написав «Сентиментальну подорож до Франції та Італії», — книгу, що зіграла значну роль у зміні мотивації щодо подорожей. Також відомі літературні твори — описи подорожей: «Подорож із Парижа в Єрусалим» Шатобріана, «Прогулянки Римом» Ф. Стендаля, «Подорож на Схід» Ламартіна, «Подорож в Єгипет» О. Дюма (1839); «Подорож в Росію» Т. Готьє; «Книга подорожей» Г. Флобера (1845). Наприклад, італійські записки Г. Флобера являли собою своєрідний каталог картин, скульптур та інших творів мистецтва, які письменник побачив в музеях і художніх галереях, а також опис архітектурних пам'яток Помпеї, Риму, Ватикану, Флоренції. Флобер описував етнографічні та історико-культурні аспекти розвитку країн, які відвідував.
Дуже цікавими та докладними були описи подорожей О. Дюма, який, на відміну від Флобера, підмічав усілякі пікантні подробиці в традиціях та звичаях певних територій і цим привертав увагу туристів до описаних країн.
У грудні 1868 р. фірма запропонувала англійцям послуги в організації подорожі на прощу до Святої землі. Вперше християни могли здійснити подорож до своїх головних святинь настільки комфортно та безпечно. 60 осіб перетнули пустелю з караваном: 65 верхових коней везли туристів, 87 коней разом з великою кількістю мулів та віслюків були завантажені всім необхідним, пілігримів супроводжували 77 співробітників фірми, серед яких були озброєні карабінами охоронці з вартовими собаками. Прочани були у захваті від такого обслуговування. Представники знаменитих європейських родин буквально завалили Кука проханнями про організацію для них аналогічних поїздок. Після повернення з Палестини короля Сербії і кількох російських князів до Кука звернувся спадкоємець англійської корони принц Уельський (майбутній король Едуард VII), побажавши відправити на прощу до Гробу Господа своїх синів, Альберта та Георга (майбутнього короля Георга V).
Прем'єр-міністр Великої Британії Гладстон дав Куку спеціальне завдання: освоїти для багатих англійців екскурсійні маршрути по Індії, а для багатих індійців — по Англії. Гладстон вірив, що туризм допоможе налагодити дружні відносини між жителями колонії і метрополії. В індійському офісі Кука не було відбою від клієнтів. У 1878 р. генерал-губернатор Індії граф Дафферін звернувся до Кука з проханням організувати для мусульманського населення регіону хадж (ходіння на прощу) до Мекки.
У 1872 році Кук організував перший навколосвітній круїз, в ньому взяли участь 10 осіб. Для того, щоб об'їхати земну кулю запланованим маршрутом, групі знадобилось 222 дні. В наш час цей шлях можна подолати за тиждень.
У 1890-і роки сім'я Куків першою організувала поїздки через усю Європу в Азію на поїзді по Транссибірській магістралі.
Після смерті Т. Кука у 1893 р. власниками його компанії стали його три сини. Бізнес компанії розрісся і включав наприкінці XIX ст. три основні напрями: туризм, банківську справу і перевезення вантажів морськими суднами.
Пізніше, у 1931 р. компанія Thomas Cook and Son злилася з компанією Wagon Lit Company, яка займалась перевезенням пасажирів у спальних вагонах експрес-потягом по Європі.
Після закінчення другої світової війни уряд Великої Британії придбав основні права на компанію Thomas Cook and Son. За станом на початок XXI ст. її співвласниками були Thrust Houses Forte Automobile (найбільша компанія в індустрії гостинності Великої Британії) та асоціація Automobile Association of Britain. Компанія Thomas Cook and Son мала на межі XX і XXI ст. 5 відносно незалежних основних підрозділів, більше як 625 офісів, в ній було зайнято близько 10 тис. співробітників по всьому світу. Вона вважається однією з найбільших в галузі туризму, хоча діяльність цієї знаменитої компанії не обмежується наданням туристичних послуг.

### Розвиток туризму в СРСР
Період з 1918 до 1929 рр. більшість істориків вважає «золотим десятиліттям» розвитку краєзнавства та екскурсійної діяльності в Радянському Союзі.
У наступні десять років також швидко розвивалися організаційні форми туристичної діяльності в СРСР, поширювався самодіяльний туризм.
У 1928 р. за рішенням Наркомпросу було створено акціонерне товариство «Радянський турист» («Совтур»), яке стало активно витискати приватні туристичні контори та бюро. Для вступу в товариство необхідно було придбати акцію «Совтура» вартістю 1 крб. Сто акцій давали їх власникові право голосу в акціонерному товаристві.
«Радянський турист» почав створювати свою матеріальну базу та розробляти нові туристичні маршрути по всій території Радянського Союзу, створюючи тим самим мережу власних турбаз, санаторіїв, будинків відпочинку, орендуючи готелі в курортних містах. «Совтур» був першою організацією, яка почала реалізовувати ідеї планового туризму. Через рік після створення «Совтур» вже пропонував платні путівки по 29 маршрутах по всій країні, аж до Паміру.
Важливу роль в розвитку масового самодіяльного туризму зіграв комсомол (ВЛКСМ), який займався організацією дозвілля молоді.

### Поява ВТО
У 1947 р. більшість міжнародних туристичних організацій, які функціонували в першій половині XX— Міжнародний союз офіційних туристичних організацій (МСОТО). Союз став видавати міжнародний календар, де розміщувалась інформація про визначні дати туристичних подій. Раз на два місяці почав виходити журнал «Всесвітній турист». З'явилось також спільне з ЮНЕСКО видання — довідник «Подорож за кордон — прикордонні формальності». МСОТО створив велику бібліотеку, де зібрані видання, що стосуються міжнародного туризму, регулярно видавались бібліографічні збірки.
У 1946 р. було створено ЮНЕСКО як міждержавну організацію, що займалась питаннями освіти, науки і культури. Саме силами ЮНЕСКО в 1950-ті роки була розроблена програма розвитку туризму ЕКОСОС, спрямована на перетворення туризму на галузь економіки, яка розвивається найшвидше.
У 1975 р. ліквідовано МСОТО і створено Всесвітню туристичну організацію (ВТО), до складу якої на початку XXI ст. входило більше ніж 120 держав. Генеральна асамблея ООН визнала за ВТО статус міжнародної організації, яка координує розвиток міжнародного туризму. Штаб-квартира ВТО перебувала в Мадриді.
Статут ВТО було прийнято 27 вересня 1975 р., а з 1980 року ця дата відзначається як Всесвітній день туризму.
Згідно зі статутом ВТО, її основними цілями є:
- стимулювання розвитку туризму як засобу росту економічних показників;
- розвиток туризму як чинника миру та взаємного співробітництва між країнами;
- реалізація посередництвом туризму прав людини на відпочинок і свободу пересування незалежно від раси, статі, мови та релігії;
- зосередження уваги на країнах, що розвиваються, в сфері туризму;
- проведення науково-дослідної роботи в сфері туризму.

ВТО прийняла ряд важливих для туризму декларацій, серед яких:
- Манільська декларація «Про туризм у світі» (Філіппіни 1980 р.);
- «Документ Акапулько» (Мексика, 1982 р.);
- «Хартія туризму» і «Кодекс туриста» (Софія, Болгарія, 1985 р.);
- Гаазька «Декларація про туризм» (Голландія, 1989 р.).

## Різновиди
Туризм — мандрівки пішки чи з допомогою різних засобів пересування суходолом і водними шляхами належать до туризму в широкому значенні слова. З розповсюдженням у 20 ст. комунікаційних засобів і збільшенням моторизації та зростанням добробуту туризм став одним з головних елементів відпочинку і важливим фактором життя з суспільного, господарського і культурного погляду.
Виділяють декілька підходів до класифікації туризму:
1. За географічним принципом:
  - Внутрішній
  - Міжнародний.
2. За напрямком туристичного потоку:
  - В'їзний
  - Виїзний.
3. За метою поїздки:
  - Рекреаційно-оздоровчий
  - Розважальний туризм
  - Подієвий туризм
  - Професійно-діловий туризм
  - Науково-пізнавальний (конгресний)
  - Гастрономічний туризм
  - Спортивний відпочинок
  - Шоп-тури
  - Пригодницький (екстремальний)
  - Паломницько-релігійний
  - Ностальгічний
  - Екотуризм
  - Екзотичний
  - Елітарний
4. За джерелом фінансування:
  - Соціальний
  - Комерційний.
5. За способом пересування:
  - Пішохідний
  - Авіаційний
  - Морський
  - Річковий
  - Автотуризм
  - Залізничний
  - Велосипедний
  - Лижний
  - Гужовий
  - Змішаний.
6. За засобами розміщення:
  - У готелях
  - У мотелях
  - У пансіонатах
  - У кемпінгах
  - В апартаментах
  - У наметах.
7. За учасниками:
  - Індивідуальний
  - Сімейний
  - Груповий
  - Корпоративний.
8. За тривалістю:
  - Короткотривалий
  - Довготривалий.
9. За розташуванням:
  - Гірський
  - Водний
  - Сільський
  - Приміський.
10. За інтенсивністю потоку:
  - Постійний
  - Сезонний
  - Епізодичний.
11. За організованістю:
  - Організований
  - Неорганізований.

## Функції туризму
1. Рекреаційна
2. Соціальна
3. Культурна
4. Екологічна
5. Економічна
6. Просвітницька
7. Виховна
8. Релігійна
9. Гуманітарна

## Індустрія туризму
Світове готельне господарство нараховує близько 350 тис. готелів, які представлені більше 1,6 млн сучасних номерів. За цього їх кількість зростає щорічно у середньому на 3 — 4 %.
Індустрія туризму — сукупність різних суб'єктів туристичної діяльності (готелі, туристичні комплекси, кемпінги, мотелі, пансіонати, підприємства харчування, транспорту, заклади культури, спорту тощо), які забезпечують приймання, обслуговування та перевезення туристів.
Серед сучасних географів та економістів дедалі частіше спостерігають тенденцію до виокремлення специфічної міжгалузевої структури, яка є в складі господарства держави, — індустрії туризму.
Туристична індустрія формується комплексом підприємств, які забезпечують чи сприяють забезпеченню рекреаційних потреб людини при її переміщенні незалежно від його мети, окрім того, що пов'язане з оплачуваною у відвідуваній країні роботою. Отже, матеріально-технічну базу цієї складної структури утворюють підприємства розміщення, транспортні та сфера обслуговування туристів. До підприємств розміщення належать готелі, а також спеціалізовані засоби розміщення: кемпінги, будинки відпочинку, санаторії, пансіонати, профілакторії тощо. У транспортній сфері виділяють, насамперед, транспорт власне для туристів (круїзні судна, спеціальні катери та яхти для прогулянок), а також транспорт, який обслуговує саму індустрію туризму, тобто туристів і місцеве населення.
Індустрія туризму впродовж останніх десятиліть стала однією з найважливіших сфер економіки, забезпечуючи десяту частину всього світового валового продукту.
У майбутньому індустрія туризму роботизується

## В Україні
Згідно з рейтингом Всесвітньої Організації Туризму, Україна займає 8 місце у світі за кількістю туристичних візитів. Країну щороку відвідують понад 20 млн туристів (25,4 млн у 2008 р.), насамперед із країн Східної Європи, а також Західної Європи, США і Японії.
Щороку Україну відвідують понад 17 мільйонів туристів (18,9 млн іноземних громадян у 2006), насамперед з Росії та Східної Європи, а також Західної Європи та США. Структура в'їзного потоку за країною походження виглядає таким чином: країни СНД — 11,9 млн осіб (63 % загального в'їзного потоку), країни ЄС — 6,3 млн осіб (33 %), решта країн — 0,6 млн осіб (4 %).
Пріоритетним видом туризму для України є іноземний (в'їзний) туризм як вагомий чинник поповнення валютними надходженнями державної скарбниці та створення додаткових робочих місць.
Нині Україна має понад 4,5 тис. закладів розміщення туристів і відпочивальників на 620 тис. місць, проте вони потребують модернізації та реконструкції відповідно до міжнародних стандартів. Окрім того, підтримання в належному стані потребують і рекреаційні зони, пам'ятки культури й архітектури України, інші об'єкти туристичних чи екскурсійних послуг.
В Україні діє галузева громадська організація "Туристична асоціація України".

## Негативний вплив туризму
Туризм зараховують до окремої індустрії, адже він робить негативний вплив на довкілля так само, як і інші види господарства.  Шум, тверді відходи, сміття, стічні води, забруднення повітря створюють санітарні проблеми і впливають на здоров'я місцевого населення. 
За кордоном про негативний вплив туризму багато пишуть і говорять, і створюються «опозиційні» туризму організації. 
Зокрема, англійська організація Tourism Concern («Стурбованість туризмом»), заснована в 1989, співпрацює з урядами і проводить широку роз'яснювальну роботу серед місцевого населення про зворотний бік «хлібосольного» бізнесу.
Журнал «Наша планета» (Our planet), орган ООН за програмою охорони довкілля, наводить такі дані: у середньому кожен пасажир круїзного судна в Карибському регіоні «виробляє» щодня 3,5 кг сміття, у той час як кожен житель того ж регіону на березі «виробляє» його майже в чотири рази менше — 0,8 кг.
Генеральний секретар ВТО Талеб Ріфай у відповідь на антитуристичні протести в європейських країнах 2017 року, зазначив, що це серйозна ситуація, яка потребує серйозних рішень, а також, що туризм є важливою складовою економіки багатьох країн, тому необхідно виробити стійку та стабільну політику щодо туризму.
Приклади протистояння негативному впливу туризму:
- Впродовж 2017 року в багатьох містах Європи відбувались масові протести, зокрема в містах: Барселона, Сан-Себастьян, на Майорці. Згодом протестна хвиля охопила Венеція. Подібні заходи закликають владу до діалогу та співпраці щодо зменшення кількості туристів, запровадження певних правил, або обмеження їх руху в туристичних зонах.[9]

- На Канарських островах, що належать Іспанії, у квітні 2024 року відбулися протести місцевих жителів, метою яких було обмеження масового туризму на цей острів. Причина протестів суто економічна: через будівництво додаткових апартаментів та готелів для туристів, місцевим жителям доводиться платити дорожче за житло, щоб жити на рідному острові. Місцеві жителі зазначають, що не проти туризму, який становить близько третини виробленого щорічного ВВП Канарських островів, але виступають проти існуючої туристичної моделі. [10]
- У 2023 році відбулись протести місцевих жителів міста Галльштатт, в Австрії, через величезний наплив туристів, що призводить до шумового забруднення, та постійній залюдненості території, що є  світовою спадщиною ЮНЕСКО.

### Небезпека туризму
Головними факторами, що створюють небезпеку від туризму, є:
- Непорядність турфірм, що організують відпочинок
- Вулична злочинність, масові заворушення у місцях перебування туристів
- ДТП на дорогах
- Небезпечні природні чинники в місцях перебування туристів (неякісна питна вода, урагани, землетруси, небезпечні риби у морі тощо)

## Туристична освіта в Україні
Напрямком туризм займаються:
- Харківський національний університет ім. О. М. Бекетова
- Київський національний університет імені Тараса Шевченка,
- Державний університет «Житомирська політехніка»,
- Київський національний лінгвістичний університет,
- Національний педагогічний університет ім. М. П. Драгоманова,
- Кам'янець-Подільський національний університет ім. І. Огієнка,
- Київський національний торговельно-економічний університет,
- Київський університет туризму, економіки і права,
- Київський національний університет культури і мистецтв,
- Національний авіаційний університет,
- Національний університет харчових технологій,
- МАУП,
- Інститут Туризму ФПУ,
- Львівська комерційна академія,
- Львівський державний університет фізичної культури,
- Львівський інститут економіки і туризму
- Львівський національний університет імені Івана Франка,
- Чернігівський національний технологічний університет,
- Ужгородський національний університет,
- Ніжинський державний університет імені Миколи Гоголя,
- Полтавський університет економіки і торгівлі,
- Полтавський національний педагогічний університет імені В. Г. Короленка[11]
- Прикарпатський інститут імені Михайла Грушевського,
- Черкаський національний університет імені Богдана Хмельницького,
- Дрогобицький державний педагогічний університет,
- Таврійський Національний Університет ТНУ,
- Дніпропетровський національний університет імені Олеся Гончара,
- Університет імені Альфреда Нобеля, м. Дніпро,
- Херсонський Державний Університет,
- Запорізький національний університет,
- Запорізький Класичний приватний університет,
- ДНВЗ Одеський коледж економіки права та готельно-ресторанного бізнесу
- Тернопільський національний економічний університет
- Івано-Франківський навчально-науковий інститут менеджменту ТНЕУ
- Харківський Національний Економічний Університет імені Семена Кузнеця та інші вищі навчальні заклади України.